# 웬디고

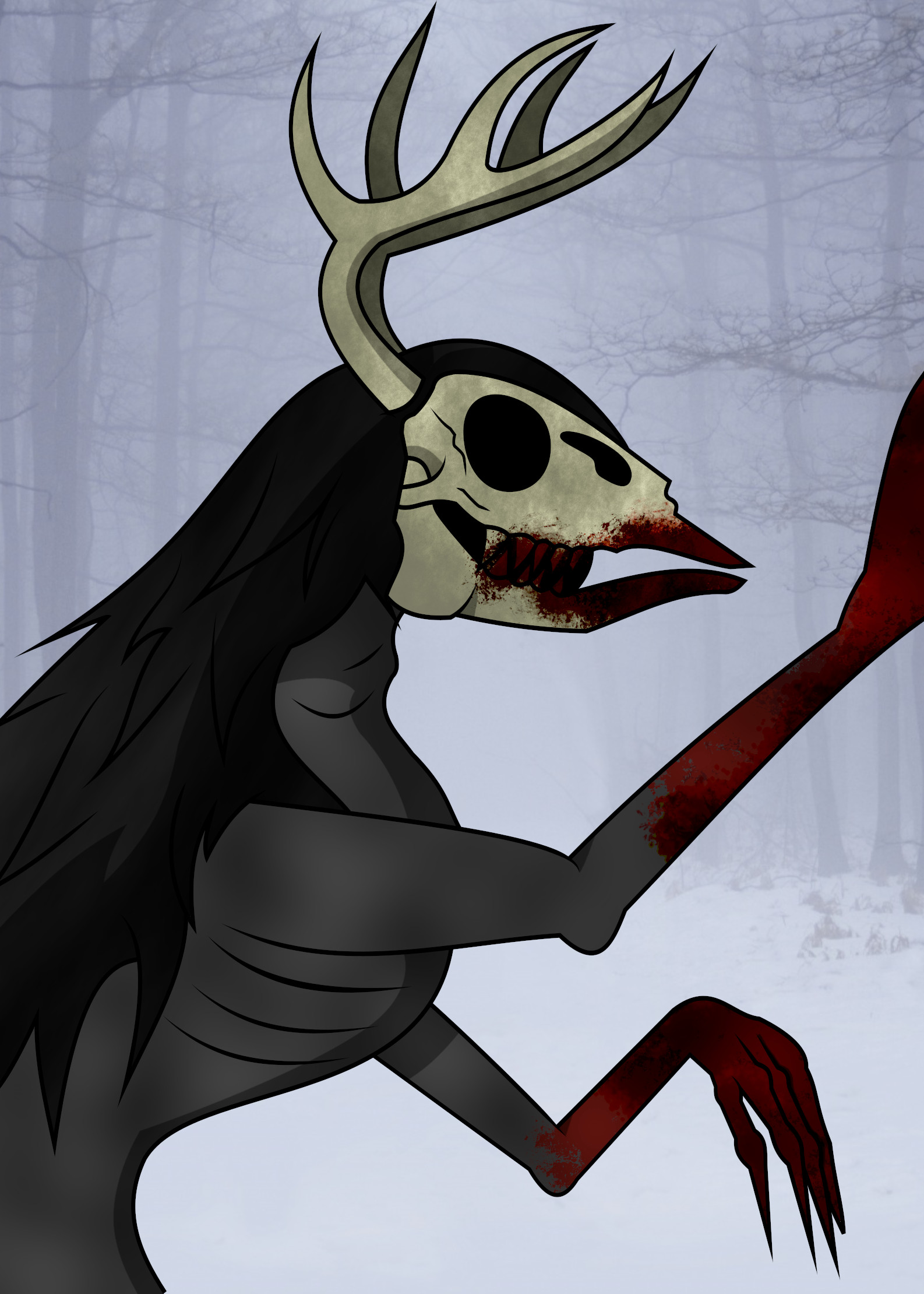

웬디고(영어: wendigo 또는 wetiko)는 미국과 캐나다의 서해안 및 오대호 지역 알곤킨 족 원주민들의 전설에 등장하는 악마적인 괴물이다. 윈디고(windigo, weendigo), 윈다고(windago), 윈디가(windiga), 위티코(witiko, wihtikow), 마나하(manaha) 등의 다양한 이름으로 불린다.
이 괴물 또는 정령은 사람같기도 하고 짐승같기도 하다. 또한 이 사람 저 사람으로 모습을 바꿀 수도 있다. 웬디고는 식인과 특별히 연관되어 있으며, 웬디고 전설은 알곤킨 사회에서 식인에 대한 금기를 강제하는 역할을 했던 것으로 보인다.

## 신화의 상세
웬디고는 미국 북부 및 캐나다의 알곤킨어를 사용하는 원주민 부족들(오지브와족, 소토족, 크리족, 나스카피족, 인누족 등)의 전통 신앙의 일부이다. 상세한 묘사는 부족들마다 다르지만, 강대한 영적 권능을 가지고 있는 사악한 초자연적 존재로서 식인을 즐긴다는 점은 모두 공통적으로 발견된다. 웬디고는 겨울, 북쪽, 추위, 흉년, 기근 등의 개념과 강하게 연관되어 있다. 온타리오 출신의 오지브와족 교사 바실 존스턴의 증언에서 웬디고는 다음과 같이 묘사된다.
웬디고는 뼈가 드러나 보일 정도로 수척하게 깡말랐다. 건조한 피부가 뼈 위를 팽팽하게 덮고 있다. 뼈가 뚫고 나올듯한 피부의 안색은 죽음의 잿빛이고, 두 눈알은 안와 속으로 깊숙히 파묻혀 있다. 그러한 웬디고는 무덤에서 막 파내 꺼낸 뼈다귀처럼 보인다. 입술이 있을 자리는 너덜너덜하고 피투성이이고 [....] 살의 고름 때문에 웬디고는 괴상하고 으스스한 악취를 풍기고 다니는데, 그 냄새는 부패와 변질, 죽음과 오염의 '그것', 괴물인 웬디고이었다.

또한 웬디고는 식탐, 탐욕, 과잉의 화신이기도 했다. 웬디고는 한 사람을 죽여 잡아먹는 것으로는 절대 만족하는 법이 없고 언제나 새로운 희생자를 찾아다닌다. 어떤 전승에서는 탐욕이 도가 지나친 인간이 웬디고가 되기도 한다. 즉 웬디고 전설은 공동체의 협동과 절제를 권장하는 역할도 맡고 있었다.

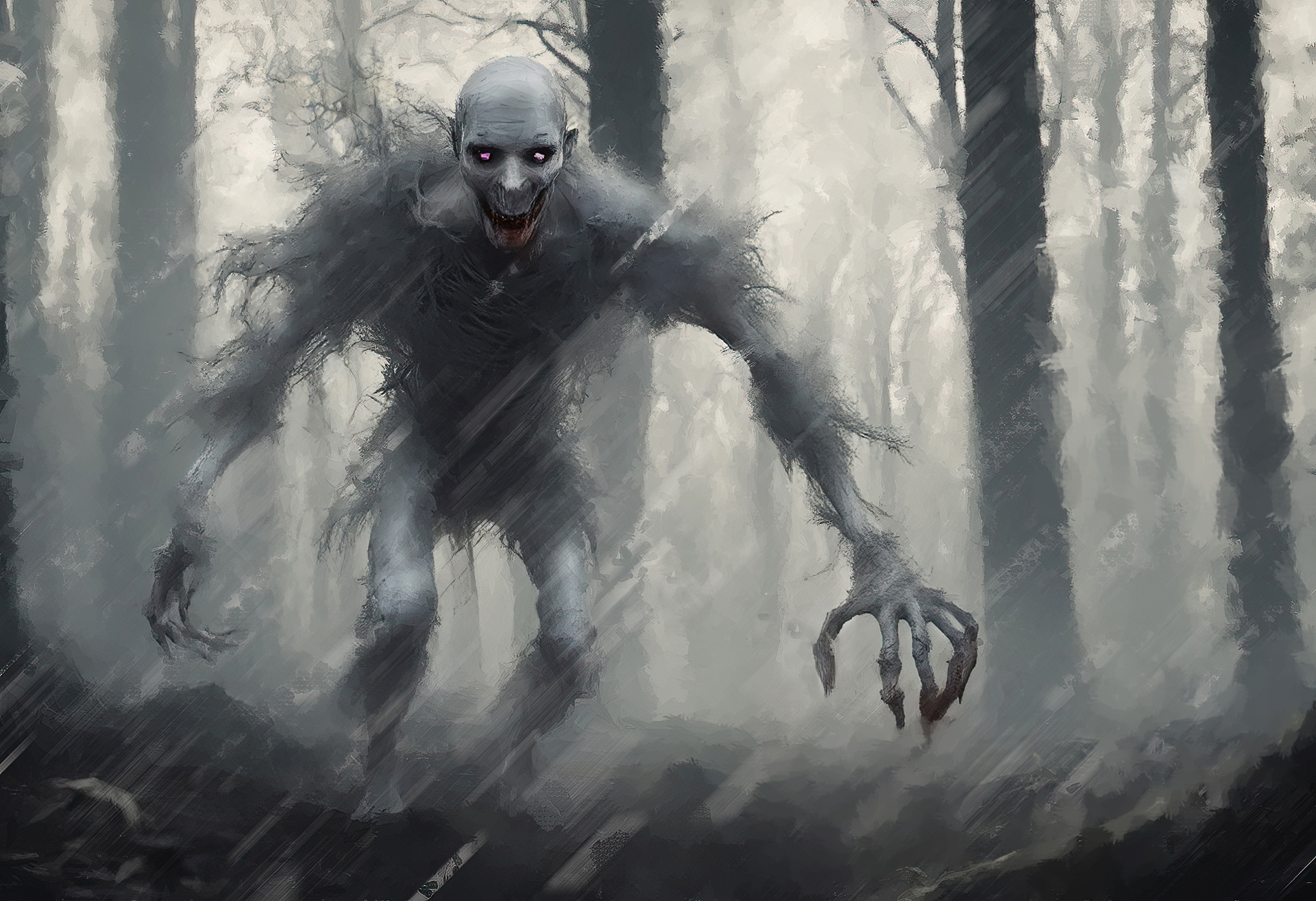

오지브와, 크리, 나스카피, 인누 족의 전승에서는 웬디고는 인간보다 몇 배는 더 큰 거인이라고 한다. 위 부족들을 제외한 다른 알곤킨어 원주민들의 전승에서는 웬디고가 거인이라는 이야기는 없다. 웬디고가 사람을 잡아먹으면 그때마다 잡아먹은 먹이의 양만큼 몸집이 커지기 때문에 웬디고는 절대로 배가 부를 수 없다. 때문에 웬디고는 식탐에 미친 괴물이며 동시에 굶주림으로 인해 바싹 마른 것이다.
웬디고 신화가 존재하는 모든 문화권에서는 인간이 식인을 하면 웬디고로 변하거나, 또는 웬디고의 사악한 영이 씌일 수 있다는 믿음도 함께 나타난다. 웬디고가 된 인간은 폭력적으로 변하고 인육에 집착하게 된다. 인간이 웬디고로 변하는 가장 흔한 이유는 식인, 특히 엄동설한 때나 기근 때와 같은 고난의 시기에 굶어 죽지 않기 위해 인육을 먹었기 때문이다.
북쪽의 알곤킨 문화에서는 설사 다른 사람의 목숨을 구하기 위해서라도 인육의 섭식은 심각한 금기로 받아들여졌다. 기근으로 먹을 것이 없을 때 인간으로서 합당한 처신은 자살하거나 또는 순순히 굶어 죽음을 받아들이는 것이라고 생각되었다. 이런 점에서 볼 때 식인을 행한 자는 괴물 웬디고가 된다는 웬디고 신화는 식인에 대한 억제 및 경고의 기능을 가지고 있었다.

## 웬디고 정신증
"웬디고 정신증"(Wendigo psychosis, Windigo psychosis, Witiko psychosis)이란 다른 음식물이 존재함에도 불구하고 인육을 먹고 싶어하는 욕구를 억제할 수 없는 상황을 가리킨다. 보통 그 이전 기근으로 인해 식인을 한 경험이 있는 사람의 경우가 많다. 서방세계의 심리학자들은 웬디고 정신증을 문화 의존 증후군의 일종으로 분류하나, 이것이 하나의 정신장애로서 그 실체가 있는 것인지에 대해서는 논쟁이 존재한다. 이 이론은 1900년대 초에 주로 형성 및 지지를 받았고, 대개 알곤킨 신화나 문화를 잘못 해석한 결과인 경우가 많았다.

## 작품에서의 사용
- 《신비아파트 고스트볼 더블 X 6개의 예언》-웬디고
- 《언틸던》-웬디고

## 참고 자료
- Brightman, Robert A. (1988). “The Windigo in the Material World”. Ethnohistory 35 (4): 337–379. doi:10.2307/482140. JSTOR 482140.
- Joh/Users, Basil (1990 [1976]). Ojibway Heritage. Lincoln: University of Nebraska Press.
- Joh/Users, Basil (2001 [1995]). The Manitous. St. Paul: Minnesota Historical Society Press.
- Marano, Lou (1982). “Windigo Psychosis: The Anatomy of an Emic-Etic Confusion”. Current Anthropology 23: 385–412. doi:10.1086/202868.
- Parker, Seymour (1960). “The Wiitiko Psychosis in the Context of Ojibwa Personality and Culture”. American Anthropologist 62 (4): 603–623. doi:10.1525/aa.1960.62.4.02a00050.
- Schwarz, Herbert T. (1969). Windigo and Other Tales of the Ojibways, illustrated by Norval Morrisseau. Toronto: McClelland and Stewart Limited.